# Philoria frosti
A Philoria frosti a kétéltűek (Amphibia) osztályának békák (Anura) rendjébe, a mocsárjáróbéka-félék (Limnodynastidae) családjába, azon belül a Philoria nembe tartozó faj.

## Nevének eredete
Nevét Charles Frost (1853–1915) ausztrál természettudós és író tiszteletére kapta.

## Előfordulása
Ausztrália endemikus faja. Kizárólag Victoria államban, a Melbourne-től 120 km-re keletre emelkedő Baw Baw-fennsík 1160 m-nél magasabban fekvő területein honos. A fennsík közelében, hasonló élőhelyeken (például a Useful-hegyen vagy a Trongo-hegyen) folytatott alapos kutatások ellenére sem találták meg a fajt máshol. Az 1260–1560 m-es tengerszint feletti magasságban elterülő Baw Baw-fennsík területe nagyjából 80 km², egy 3,5 km²-es résztől eltekintve teljes egészében a Baw Baw Nemzeti Park területén fekszik. A fennsík alacsonyabb területeiről is vannak feljegyzések a fajról, ezeken a területeken hegyi erdők lakója. 1983-ban és 1984-ben Malone átfogó kutatást folytatott a faj élőhelyén a faj populációjának eloszlására vonatkozóan, és azt találta, hogy a faj egyedei nagy számban vannak jelen a fennsík nyugati (Baw Baw-hegy), középső (Mount St Phillack) valamint északnyugati (Mt Whitelaw) részén. Kevesebb feljegyzés van a fajról a keleti régióban (Mount St Gwinear), és feltünő volt a hiánya a délkeleti régióban. Malone a felnőtt hím populáció egyedszámát több mint 10 000 egyedre becsülte.
Az 1993 óta folyó rendszeres éves felülvizsgálatok a faj egyedszámának jelentős csökkenését figyelték meg. Malone 1983-as és 1984-es megfigyelései azt mutatták, hogy a fagyzugok 73%-ából szólt a hímek párzásra hívó éneke, míg az ugyanezen a területen Hollis által végzett 1993-as vizsgálatok már csak 46%-ban találtak éneklő hímeket. Malone 1983-as és 1993-as vizsgálatai 3694 hímet találtak, ezzel szemben Hollis 1995-ben már csak 83-at. Hollis 1995-ben, valamint Osborne 1999-ben mindössze 2,2%-át illetve 2,1%-át találta a Malone által feljegyzett hímeknek. A rákövetkező évek vizsgálatai szerint a faj a Baw Baw-fennsík nyugati felére szorult vissza. 1983-1984-ben a legmagasabb egyedszám egy adott megfigyelőhelyen 667 egyed volt, 1993 és 1997 között a legnagyobb egyedszám 41 volt. 1997-ben 25 megfigyelőhelyből már csak hatban találtak Philoria frosti békákat.

## Megjelenése
Közepes méretű békafaj, a kifejlett egyedek testhossza 42–55 mm. A felnőtt egyedek hátának színe sötétbarna, hasa barna vagy sötétbarna, amit sárga pettyek tarkítanak. Mindkét szeme mögött feltűnő kiválasztó mirigy helyezkedik el. Ujjai között nincs úszóhártya.
Az ebihalak születésükkor krémes fehér színűek, pigment nélküliek, fejlődésük során némi színre tesznek szert, és szemük is pigmentálódik. Az ebihalaknak nagy méretű szikzacskójuk van, átalakulásukig nem is táplálkoznak.

## Életmódja
A hímek kora szeptembertől egészen december utolsó hetéig hívják énekükkel a nőstényeket. Ezen időszak alatt a peterakás mindössze 2-3 hét alatt történik, a hímek éneke ilyenkor a leghangosabb. A párzási időszak csúcsának ideje évről-évre változik. A csúcsidő akár nappal, akár éjjel bekövetkezhet, a legaktívabb idő viszonylagosan meleg párás körülmények között fordul elő.
A nőstény az amplexust követően a petéket átlátszó habfészekbe helyezi, melynek átmérője 8 cm, magassága 3–4 cm. A habfészket a nőstény úgy készíti, hogy a petéket körülvevő nyálkába ujjaival levegőbuborékokat ver. A környezet jellemzőitől függően a petéket vagy a növényzetbe vagy a föld felszíne alá helyezi. Van feljegyzés 1 méter mélyre helyezett petékről is, míg más esetekben a peték a növényzetre kerülhetnek. A petecsomó mérete 50–185 pete között változhat. A peték pigment nélküliek, fehér színűek, átmérőjük átlagosan 4 mm. Egy fészkelő helyen akár több petecsomó is előfordulhat. Arról is van feljegyzés, hogy a nőstény petéit egynél több helyre rakja le. Normál körülmények között az embrionális időszak 5–8 hét, az egyedek a 22-23. Gosner-stádiumban kelnek ki. A lárvák nem táplálkoznak, mivel a maradék szikanyag átalakulásukig elegendő táplálékot nyújt számukra.

## Természetvédelmi helyzete
A vörös lista a súlyosan veszélyeztetett fajok között tartja nyilván. A faj élőhelyét a Baw Baw Nemzeti Parkon belül védik, az ausztrál törvények is védettnek tekintik. A faj populációjának alakulását kutatók folyamatosan figyelemmel kísérik.

## Tenyészprogram
A fajnak a kihalástól való megmentése érdekében Victoria állam állatkertjei egy fogságban történő tenyészprogramot folytatnak. A program indulásakor még semmit sem tudtak a faj fogságban történő szaporításáról.
Mesterséges környezetet hoztak létre egy konténerben, melynek a Baw Baw óvóhely nevet adták. Az első petéket a természetes élőhelyen gyűjtötték 2011-ben, de azok nem bizonyultak életképesnek. 2013-ban 96 átalakult egyedet keltettek ki a begyűjtött petékből. 2016-ban első alkalommal sikerült tizenegy nőstényt befogni és 2018. október 22-én az első fogságban történt petelerakás is megtörtént. A kutatók Chytridiomycota gombáktól mentes helyen helyezik el a petéket a Baw Baw-hegyen.